# Versöhnungskirche (Detmold)

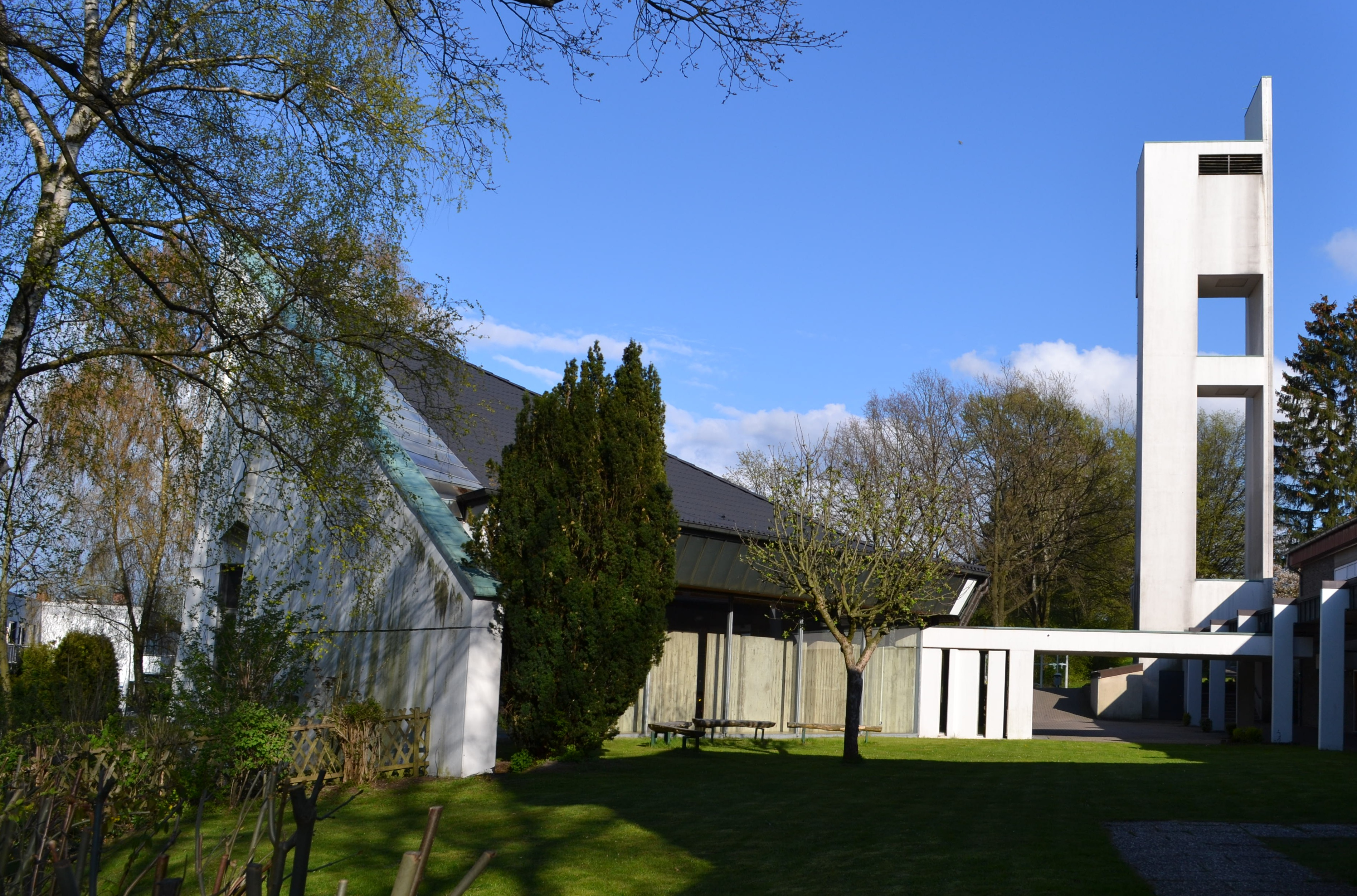
Westseite der Versöhnungskirche

Die Versöhnungskirche ist eine Kirche am Hiddeser Berg in Detmold und bildet zusammen mit der Christuskirche und der Pauluskirche in Jerxen-Orbke die Evangelisch-reformierte Kirchengemeinde Detmold-West in der Lippischen Landeskirche.

## Geschichte
Die letzten evangelischen Pfarrbezirksgründungen in Detmold vor der Versöhnungskirche waren die reformierte Pauluskirche in Jerxen-Orbke (1958, zuerst nur als Gemeindesaal) und die lutherische Dreifaltigkeitskirche an der Lemgoer Straße (Anfang der 1960er Jahre). Nach ersten Gesprächen im Jahr 1963 schlossen im Frühjahr 1966 die Evangelisch-lutherische Kirchengemeinde Detmold und die Evangelisch-reformierte Kirchengemeinde Detmold-West einen Vertrag, der ein gemeinsames Gotteshaus in der schnell wachsenden Siedlung am Hiddeser Berg im Westen der Stadt zum Ziel hatte. Der Vertrag sah eine Zusammenarbeit im Gemeindehaus und abwechselnde Gottesdienste vor. Bauherrin und Eigentümerin sollte die reformierte Gemeinde sein.
Die Anlage entstand nach einem Plan des Duisburger Architekten Lothar Kallmeyer und unter der Bauleitung des Detmolder Architekten Heinz Fischer.
Die Einweihung der Kirche fand am 10. Dezember 1967, einem 2. Advent, statt. Erster Ortspfarrer war Pastor Beermann.
Nach fast vierzig Jahren gemeinsamer Kirchenarbeit wird die Versöhnungskirche seit dem 1. April 2007 ausschließlich von der Evangelisch-reformierten Kirchengemeinde betrieben.

## Architektur und Ausstattung

### Kirchengebäude
Die leicht schräg stehenden und nach Norden hin ansteigenden Rückwände aus Sichtbeton treffen sich in einem Winkel von 100°. Aus optischen und akustischen Gründen sind die Wände mit Vorsprüngen und Schrägflächen versehen. Die etwas zurückgesetzte und ebenfalls winkelig angelegte Eingangsseite besteht aus stahlgerahmten Fenstern. Das Stahldach ist auf der Oberseite mit Kupferblechen verkleidet, im Innenraum dagegen mit Holz. Aus Holz sind auch der Fußboden und die Sitzbänke für rund 330 Personen. Die Orgel mit zwei Manualen und 18 Registern stammt von der Berliner Orgelbauwerkstatt Karl Schuke.
Das Gebäude ist unterkellert, im Keller, der über eine Treppe hinter der Orgel zu erreichen ist, befinden sich neben der Heizungsanlage die Sakristei, Toiletten und ein Abstellraum.
Ein überdachter Gang aus Stahlbeton und Stahl führt zu Pfarr- und Gemeindehaus sowie Glockenturm.

### Glockenturm
Der freistehende Glockenturm wurde aus Sichtbeton gefertigt. Eine Wendeltreppe führt zu der Glockenstube. Die fünf Bronzeglocken stammen aus der Glockengießerei Rincker.
| Nr. | Name           | Durchmesser (mm) | Masse (kg) | Schlagton |
| 1   | Totenglocke    | 1165             | 942        | fis1      |
| 2   | Betglocke      | 998              | 608        | a1        |
| 3   | Friedensglocke | 908              | 480        | h1        |
| 4   | Taufglocke     | 760              | 295        | d2        |
| 5   | Jugendglocke   | 682              | 210        | e2        |